# ゴンガーシホ
ゴンガーシホ（1969年12月6日 - ）は、日本のギタリスト。血液型A型。静岡県富士宮市出身。

## 人物
趣味はMotoGP、スーパーバイク世界選手権、トライアル、スーパークロス等の2輪レース観戦。尊敬する人物はバレンティーノ・ロッシ、甲本ヒロト。
小学生の頃のアイドルは河合奈保子でファンクラブや親衛隊にまで入っていた。
使用楽器は、fender Telecaster Thinline （ピックアップはギブソン）、メーカー不明のTelecaster、主に使用するアンプはマーシャルが多い。楽器に名前をつける習性がある。シンラインは『もやもや君』、アコギは『THEしげお』。

## 来歴
- 5歳の頃からピアノを始め、小学校では鼓笛隊で小太鼓、中学校ではクラリネットをやっていたが、ある時エレキギターに出会い衝撃を受ける。15歳でエレキギターを手に入れるも弾き方がわからず放置。20歳の時に初のオリジナルバンド『モディラ1000』でライブハウスデビュー。その後バンド中毒になり数々のバンドをかけもちする。当時の名義はゴンガー中根、中根”ゴンガー”志保など。
- 1997年に沢田研二のミュージカルのバックバンドのオーディションに合格。そこで知り合ったドラムのひぐちしょうこと意気投合しMUCH-YOを結成。黒夢やPONTA BOXの前座をつとめる。
- 2000年10月18日、speenaのギタリスト”シホ”としてavex traxよりメジャーデビュー。
- 2007年、エイベックスとの契約を終了。Yvonne Sisters（イヴォンヌ シスターズ）として活動を開始する。
- 2011年9月29日、Yvonne Sisters活動終了を宣言。同時期、名義をゴンガーシホに改名。元チェンバロのVoヤブキらと『ネリチャギ』、ARBのドラマーkeithとのバンド『Low Down』を結成。
- 東海地方の音楽番組『The Shadow's TV』の中のコーナー『ネリチャギ裏街道』に出演（2010年12月 - 2011年12月）最終回のクイズで優勝し、賞品に冠コーナーをもらう。そして『ゴンガーシホのフルスロットル』が2012年1月にスタート。2012年12月、同番組内で元THE★SCANTYのYOPPYとバンドを組んだ事を発表。2013年にはMotoGP世界チャンピオンのバレンティーノ・ロッシへの突撃インタビューを成功させている。2014年『The shadow's TV』終了とともにコーナーも終了。
- 44MAGNUMのPaul主催のイベント『Play Da’魂』に、2011年頃から連続参加したことをきっかけにPaulがベーシストとしてのバンド“Skull and Bones”を結成。
- 2014年5月、サポートギターに坂下たけともを迎えMUCH-YOが約15年ぶりに再始動。
- 2013年、河合奈保子好きつながりでかねてからの友人古本新之輔とバンド「17才」結成。バンド名は河合奈保子のシングル曲からつけられた。
- 1998年頃サポートで参加していたstr@yが2014年に再始動。再始動をきっかけに正式メンバーとなる。再始動時にサポートベーシストだった調先人(exハイロウズ）が2015年に正式メンバーになる。
- 2015年から、くらうでぃあ（Hybrid Nostal-Hits Band）洋楽ヒットナンバーと昭和歌謡の名曲を掛け合わせた新ジャンルバンドでギターで参加。（Twin Guitar 溝下創)
- 2016年、大島賢治(exハイロウズ）、調先人(exハイロウズ）、ID(The Cavemans)と共にTHE ADDICTIONS結成。
- 2019年　MUCH-YO主催のゴンガーシホ５０祭記念ライブ開催。出演はMUCHーYO with 村上ポンタ秀一、わかざえもんバンド、OOTスペシャル。飛び入りゲストには夫婦楽団ジギジギと芸人のマチャマチャ。

## ペット
艦長という名前のリクガメを買っている。

## 主なサポート、共演
沢田研二、中西圭三、サンプラザ中野くん、酒井法子、白井貴子、KOTOKO、May’n、前田有嬉（ホワイトベリー）Lunakate、エツヨエメラルド、ゆらぴこ、クリステルチアリ、クロードチアリ、ユリアベルナルド、GILLE、爆裂女子、 純烈、パクジュニョン、西田あい、スイートポップキャンディ、中澤卓也、遠藤久美子、メイリア、村上ポンタ秀一、マチャマチャ　etc.....

## 楽曲提供
爆裂女子、F∀B’S＋、スイートポップキャンディ、　　　　　　　　　　　
スイートポップソーダ、リトル南椎＆RUDIE JAP　など